# Amphipterygium adstringens
El cuachalalate, chalalate, coachalalate, cuachalala o volador (Amphipterygium adstringens) es una antigua planta medicinal que se ha utilizado en México desde hace siglos para aliviar la gastritis, como cicatrizante y anticancerígeno. Debido a su creciente popularidad, a partir de 2004, el cuachalalate se considera una especie en peligro de extinción.
El término cuachalalate es la castellanización de "cuauchachalatli", palabra de origen náhuatl, y se compone de cuáhuitl, que significa árbol, y chachalatli, que designa a cierto pájaro hablador mejor conocido vulgarmente como chachalaca, por lo que cuachalalate significa literalmente: árbol de la chachalaca. Es un árbol con la corteza muy rugosa que produce numerosas protuberancias, es nativo de México y habita ambientes secos.

## Clasificación
Amphipterygium adstringens fue descrito por (Schltdl.) Schiede ex Standl. La descripción se publicó en Contributions from the United States National Herbarium, 23(3): 673. 1923.

## Descripción
Es un árbol dioico con ramas ascendentes y torcidas, muy ramificado y con fuste corto y recto, algunas veces torcido. Llega a medir hasta 10 metros de altura y posee un diámetro a la altura del pecho de 40 centímetros hasta 1.30 metros. La punta de las ramas es engrosada a manera de clava, con hojas ovobadas, sésiles y con el borde aserrado, las cuales en ambos sexos, machos y hembras, se pierden durante seis meses del año. El factor distintivo de este árbol es su corteza. Su corteza es rugosa, de color grisáceo y verrugosa, con protuberancias de corcho; ornamentada en ocasiones y de base lisa pero con áreas de aspecto áspero muy variable: en algunas áreas casi liso y en otras con grandes proyecciones suberificadas que incluso le dan apariencia acostillada. De color café rojizo a café oscuro y con lenticelas circulares dispersas, de 5 a 7 mm de diámetro. Es una corteza extremadamente gruesa, muy compacta y dura, pero en las áreas lisas tiene15-20 mm de grosor total.
Sus ramas suelen estar cubiertas de cicatrices de hojas caídas y puede estar desnudo o cubierto con finas estructuras como cabellos. Sus hojas son imparipinnadas con pecíolos de 5,4 cm de longitud. Por lo general, tiene 3-7 foliolos. Estos foliolos tienen una base cuneada y ápice obtuso o redondeado, su margen es dentado o crenado. A. adstringens puede diferenciarse de los otros miembros del género Amphipterygium por la forma de sus valvas terminales, que son espatuladas, y tiene márgenes dentados en la mitad distal de la valva.
Las flores son sésiles o con pedicelos de hasta 3mm de largo, actinomórficas, las flores masculinas forman panículas tomentosas. Las flores femeninas se encuentran solitarias en las axilas de las hojas en pedúnculos aplanados. Frutos de 2.5 a 5 centímetros, alados y persistentes por varios meses.
La inflorescencia masculina es de unos 8,6 cm de largo. La flor masculina es actinomorfa con un pedúnculo floral de 0,95 cm de longitud. La flor tiene 6-8 sépalos y todos miden desde 1,2 mm a 2 mm, estos son tomentosos (densamente cubiertos con pelo en la juventud), pero en la madurez son pilosos (el cabello se alarga y suaviza la formación de una superficie de felpa). El estambre es corto, con un filamento promedio de sólo 0,28 mm de longitud. Las anteras, al igual que los sépalos maduros, también están cubiertas de pelos largos y finos.
La inflorescencia femenina es en racimo de aproximadamente 1,3 cm de longitud. Estos contienen generalmente 2-4 flores. Los pistilos se bifurcan. El estilo es cilíndrico y largo de 2-3 mm.
El fruto es una sámara, seco, indehiscente y fibroso, que se encuentra sobre pedicelos aplanados y acrescentes hasta formar una especie de ala de 3 a 4 cm, y en cada fruto hay de una o dos semillas aplanadas de 5 mm de largo.

## Distribución
Amphypterygium adstringens es endémica del centro y sur de México, en los bosques de hoja caduca, generalmente se asocia con diversas especies de Bursera y Pseudosmodingium, cerca de la montaña y en la costa del Pacífico, en la parte centro sur del estado de Jalisco, Sinaloa, Nayarit, Colima, Michoacán, Morelos, estado de México, Puebla, Guerrero, Oaxaca y Chiapas. Esta planta generalmente florece en verano, de junio a agosto, y tiende a fructificar de agosto a enero.

## Hábitat
El cuachalalate es uno de los componentes principales de la selva baja caducifolia de México. Este tipo de vegetación es característico de la vertiente del Pacífico de México, desde Baja California hasta Chiapas. La particularidad más sobresaliente de esta vegetación es la pérdida de sus hojas durante un período de cinco a ocho meses. En cuanto a su estructura, generalmente se conforma de un solo estrato arbóreo. El desarrollo del estrato arbustivo es variable, y generalmente las trepadoras y epífitas son escasas. En muestreos realizados para obtener información ecológica, se detectó que más del 90 por ciento de los sitios de ubicación del cuachalalate corresponden a ladera de cerro, por lo que se infiere la estrecha relación de la distribución de cuachalalate con el tipo topográfico de serranía, con pendientes arriba del 30 por ciento. Pero también se localiza en terrenos con menos pendiente, y su distribución, como en otras especies, se ha reducido en planicies y lomeríos, por cambio de uso. Los suelos que muestran una estrecha relación ecológica con la presencia de cuachalalate son del tipo feozem calcárico, con una profundidad de 30 a 60 cm, que son suelos de origen volcánico. Así como de rendzina, que es un suelo oscuro, somero no mayor de 30 cm, de origen calizo. En cuanto al área de distribución del cuachalalate, predomina el clima cálido subhúmedo, con coeficiente de precipitación menor a 40 milímetros, una temperatura media anual de 24 °C, con lluvias de verano y una estación seca muy marcada de octubre a mayo. Sin embargo, existe una variación climática a lo largo de su distribución que influye en el potencial productivo de su crecimiento.

## Estado de conservación
Además de su importancia ecológica, el cuachalalate contribuye en la conservación de la guacamaya verde (Ara militaris L.) debido a que ésta se alimenta del fruto y de las hojas del árbol. Por el cambio de uso del suelo, las poblaciones de la especie se han reducido y en algunos casos perdido, y con ello ha disminuido la variabilidad genética de sus individuos. El aprovechamiento de la corteza de A. adstringens se ha vuelto intensivo y destructivo, por la forma tradicional de recolecta, ya que se afecta al cámbium y al floema y se ocasiona, por ello, la muerte de los árboles; esto pone en riesgo la estabilidad de las poblaciones naturales y la conservación de la especie. Aunado a lo anterior, las semillas presentan bajos porcentajes de germinación, debido al reducido número de semillas formadas y viables por fruto.

## Hábitat y ecología
Amphipterygium adstringens crece en temperaturas cálidas en selvas o bosques caducifolios de Quercus.
Historia
En el siglo XVI, Francisco Hernández de Toledo comenta: "la corteza es fría y secante, resuelve los tumores machacada y aplicada".
Más información aparece hasta el siglo XX en la obra de Maximino Martínez donde la registra como: anticancerosa, antipalúdica, astringente y para la fiebre tifoidea-, y posteriormente, la Sociedad Farmacéutica de México, la registra como astringente.
Química
Toda la investigación química sobre esta planta se ha hecho en México. En la corteza del tallo se han identificado los triterpenos ácidos 3-alfa y 3-epi-masticadienóico, isomasticadienóico y epi-oleanólico; los compuestos benzílicos ácidos 6-heptadecil-, 6-nonadecil-, y 6-pentadecil- salicílico; y el esterol, beta-sitosterol. En la hoja se ha identificado el ácido cuachalálico que es un triterpeno.
De la corteza de esta planta se han aislado los triterpenos ácidos instipolinásico, oleanólico, masticadienónico y 3-alfa-hidroxi-masticadienónico, una mezcla de ácidos anacárdicos, y aldehídos fenólicos.

## Propiedades
El cuachalalate es una planta legendaria en México que tiene efectos curativos. La parte más buscada de la planta es su corteza. Esta corteza se cree que cura la malaria, el cáncer de estómago, úlceras gástricas y enfermedades del riñón. Mucha gente en México también utiliza el cuachalalate para endurecer las encías.